# Аппій Клавдій Пульхр (військовий трибун)
Аппій Клавдій Пульхр (лат. Appius Claudius Pulcher; близько 112 до н. е. —82 до н. е.) — політичний та військовий діяч Римської республіки.

## Життєпис
Походив з патриціанського роду Клавдіїв. Син Гая Клавдія Пульхра, консула 92 року до н. е. Про молоді роки немає відомостей. У 87 році до н. е. служив військовим трибуном. За наказом консула Гнея Октавія і консула-суффекта Луція Корнелія Мерули охороняв Янікул від військ Луція Корнелія Цінни та Гая Марія. У подяку за колись надане благодіяння відкрив брами Янікула військам Марія і Цінни.
Надалі підтримував маріанців, а потім перейшов на бік Луція Корнелія Сулли. Загинув у 82 році до н. е. у Коллінськіх воріт, захищаючи Рим від самнітів.

## Родина
- Марк Лівій Друз Клавдіан, претор 50 року до н. е.